# Thestieis
Thestieis (greacă Θεστιείς) este un oraș în Grecia în prefectura Aetolia-Acarnania.